# Гауссівський процес
Гауссівський процес — стаціонарний процес в теорії випадкових процесів, чиї багатовимірні розподіли є гауссівськими. Розподіл гауссівського процесу, це загальний розподіл усіх його випадкових величин.
Концепція гауссівських процесів названа на честь Карла Фрідріха Гаусса, оскільки вона базується на понятті гауссівського розподілу (нормального розподілу).
Гауссівські процеси корисні в статистичному моделюванні, завдяки властивостям, що притаманні нормальному розподілу. Наприклад, якщо випадковий процес моделюється як гаусівський процес, розподіли різних похідних величин можна отримати явно. Такі величини включають середнє значення процесу за діапазон часу та помилку в оцінці середнього значення за допомогою значень вибірки за малий набір часу. Хоча точні моделі часто погано масштабуються зі збільшенням обсягу даних, було розроблено численні методи апроксимації, які часто зберігають високу точність, суттєво скорочуючи час обчислень.
Головною особливістю гауссівських процесів є те, що вони можуть бути повністю визначені другою порядковою статистикою. Отже, коваріаційна функція повністю визначає поведінку процесу, при нульовому матсподіванні. Слід зазначити, що невід’ємна визначеність функції робить можливим її розклад Карунена—Лоєва, а через її коваріаційну функцію можна визначити стаціонарність, періодичність та інші властивості процесу.

## Означення
Нехай задано випадковий процес {\displaystyle \{X_{t};t\in T\}}. Тоді він називається гауссівським, якщо для будь-яких {\displaystyle t_{1},\ldots ,t_{n}\in T} випадковий вектор {\displaystyle (X_{t_{1}},\ldots ,X_{t_{n}})^{\top }} має багатовимірний нормальний розподіл.

## Дисперсія
Дисперсія гаусового процесу є кінцевою в будь-який момент часу.
{\displaystyle \operatorname {var} [X(t)]=\operatorname {E} \left[\left|X(t)-\operatorname {E} [X(t)]\right|^{2}\right]<\infty \quad \forall \,t\in T.}

## Розклад
Гаусівський процес може бути представленим за допомогою двох ортогональних функцій. Наприклад,
{\displaystyle X_{t}=\cos(at)\xi _{1}+\sin(at)\xi _{2},}
де  {\displaystyle \xi _{1}} та {\displaystyle \xi _{2}}
є незалежними випадковими величинами зі стандартним нормальним розподілом.

## Коваріаційні функції
Ключовим фактом гаусових процесів є те, що вони можуть бути повністю визначені моментами другого порядку. Таким чином, якщо припускається, що гаусівський процес має нульове середнє значення, визначення коваріаційної функції повністю визначає поведінку процесу. Важливо, що невід’ємна визначеність цієї функції робить можливим її спектральний розклад за допомогою розкладу Карунена–Лоева . Основними аспектами, які можна визначити через коваріаційну функцію, є стаціонарність процесу ,рівномірність , гладкість і періодичність .
{\displaystyle m(t)=\mathbb {E} [X_{t}],\quad t\in T}
{\displaystyle C(t,s)=\mathrm {cov} (X_{t},X_{s}),\quad t,s\in T}.

## Броунівський рух
Процес Вінера (також відомий як броунівський рух) є інтегралом узагальненого гауссівського процесу білого шуму . Він не нерухомий , але має стаціонарні прирости .
Процес Процес Орнштейна–Уленбека є стаціонарним процесом Гауса.
 Броунівський міст є (як і процес Орнштейна–Уленбека) прикладом процесу Гаусса, прирости якого не є незалежними .
Дробовий броунівський рух — це гаусівський процес, коваріаційна функція якого є узагальненням функції Вінера.

## Комплексні гауссівські процеси
Комплексним гауссівським процесом {\displaystyle X=X(t),t\in T}, називають випадковий процес виду
{\displaystyle X(t)=} {\displaystyle X_{1}(t)} +  {\displaystyle X_{2}(t)} , 
де  дійсні {\displaystyle X_{1}} та {\displaystyle X_{2}}.
утворюють двовимірний гаусівський процес.

## Моделювання
У практичних застосуваннях моделі процесів Гауса часто оцінюються на сітці, що веде до багатовимірних нормальних розподілів. Використання цих моделей для прогнозування або оцінки параметрів із використанням максимальної правдоподібності потребує оцінки багатовимірної щільності Гауса, що передбачає обчислення детермінанта та оберненої коваріаційної матриці. Обидві ці операції мають кубічну обчислювальну складність, що означає, що навіть для сіток скромних розмірів обидві операції можуть мати непомірно високі обчислювальні витрати. Цей недолік призвів до розробки методів множинної апроксимації 

## Приклади
- Броунівський міст[en];
- Вінерівський_процес;
- Процес Орнштейна–Уленбека[en]
- Гауссівский білий шум, тобто процес {\displaystyle \{X_{t}\}_{t\geq 0}}, де випадкові величини {\displaystyle X_{t_{1}},\ldots ,X_{t_{n}}} незалежні в сукупності для будь-яких {\displaystyle t_{1},\ldots ,t_{n}\in T} і {\displaystyle X_{t}\in \mathrm {N} (0,1),\;\forall t\in T}. Тоді

{\displaystyle \mathbb {E} [X_{t}]=0}, і {\displaystyle \mathrm {cov} \,(X_{t},X_{s})=\delta _{ts}}.